# 台湾の医療

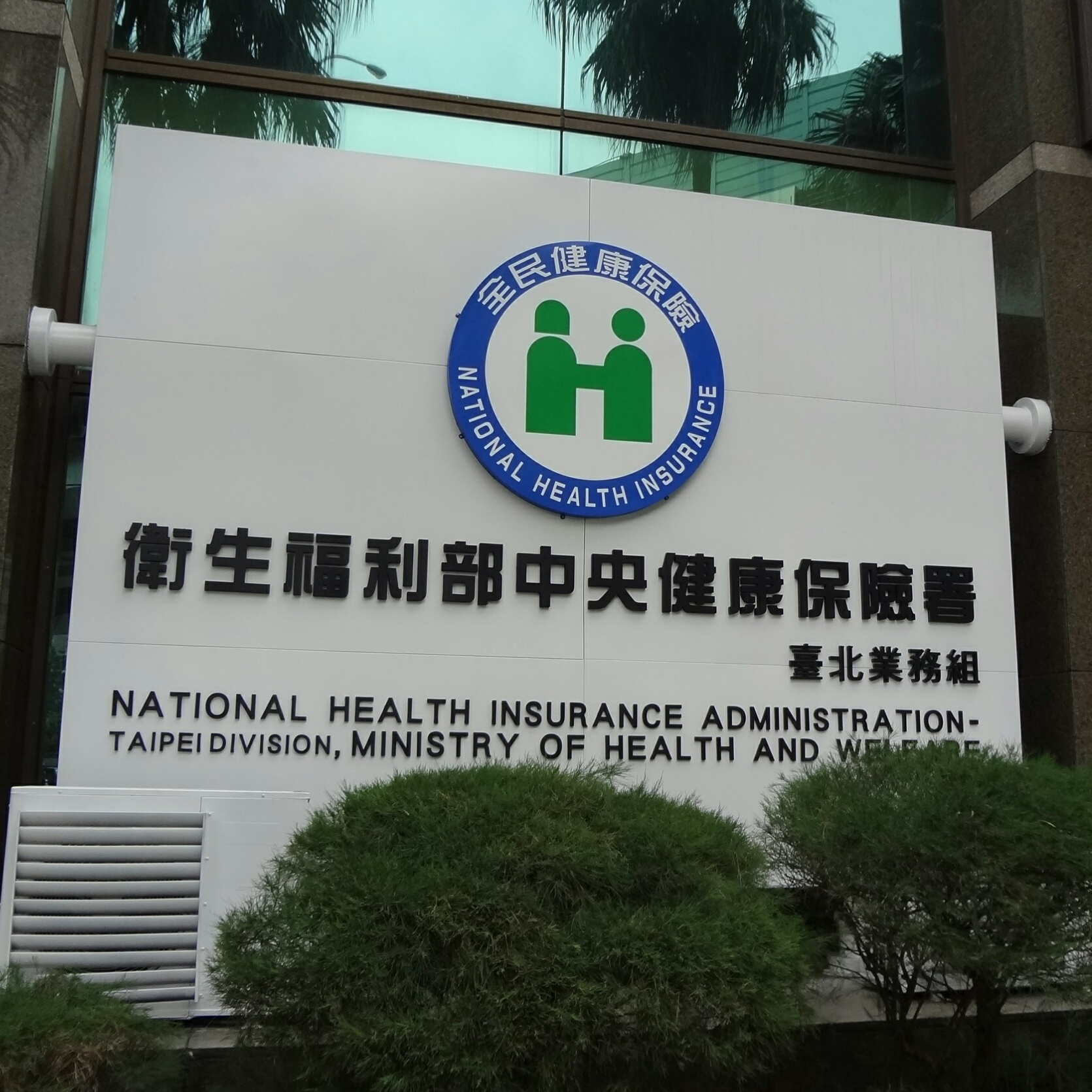
衛生福利部中央健康保健署

台湾の医療（たいわんのいりょう、Health care in Taiwan）においては社会保険方式によるユニバーサルヘルスケアが実現されており、行政院衛生福利部が所管している。
一人当たりの医療費支出は、2000年では$752米ドルであり、GDPの5.8%が医療に投じられている。医療費の64.9%が公的負担である。

## 保健状態
|                               | ≈1906年           | 1998年             | ≈ 2012年           |
| ----------------------------- | ----------------- | ------------------ | ------------------ |
| 平均寿命                      | 男: 39歳 女: 43歳 | 男: 72歳 女:: 78歳 | 男: 76歳 女:: 83歳 |
| 乳児死亡率 （1000出生あたり） | 84.1              | 6.14               | 5.10               |
| 母性死亡率 （1000出生あたり） | 7.6               | 0.9                |                    |

台湾人は先進国と同程度に健康であり、主な健康問題は肥満と心臓病、平均寿命は2009年で78歳であった。
台湾では人口1000人あたり医師数は1.6人、病床数は5.9床（2002年）、医療機関数は2002年では、病院が36施設、診療所が2601施設が存在する。
近年で話題となった健康問題は、2003年のSARSであったが、現在はWHOにより安全宣言が出されている。

## 公的医療保険
全民健康保険（ぜんみんけんこうほけん、National Health Insurance、略称は全民健保、健保）は、1995年から台湾で実施されているユニバーサルヘルスケア制度。全国民の医療保険制度を完備する目的で設立された。全民健保は単一支払者制度（Single-payer）の強制社会保険プログラムであり、特別会計による医療基金が中央政府で運営されている（全民健康保険法第 6条）。
このプログラムは全市民に対して平等な医療アクセス提供を約束するもので、2004年末には人口の99%をカバーしている。主な財源は保険料であり給与税として課され、補助的に患者の自己負担と国庫補助がある。

### 沿革
以前の台湾では「労工保険」、「農民保険」、「公務員保険」と業界別の健康保険制度が実施されており、全国民の健康保険制度が完備されていなかった。政府は1995年3月より全国民に対する健康保険制度の完備を目的に「全民健康保険法」に基づき「全民健康保険」を実施した。
制度初期においては、公的診療・自由診療の両面で出来高払い価格が寡占状態であったが、後に多くの医療機関は民営化され、医療市場において競争がなされるようになった。しかし医療機関の大部分は数多くの患者に対して過剰診療を行い、それを政府に請求し利益を得ていたため保険制度の損失は拡大し、コストカットが迫られる事態となった。
そのため2002年に全民健保は総額予算支払制度を導入し、行政院衛生署が年間総額医療費を決定し、制度はその予算内でサービスを展開している（1点あたりの診療報酬金額を調整）。さらに2010年には台湾版DRC包括払い制度が導入された。

### 制度

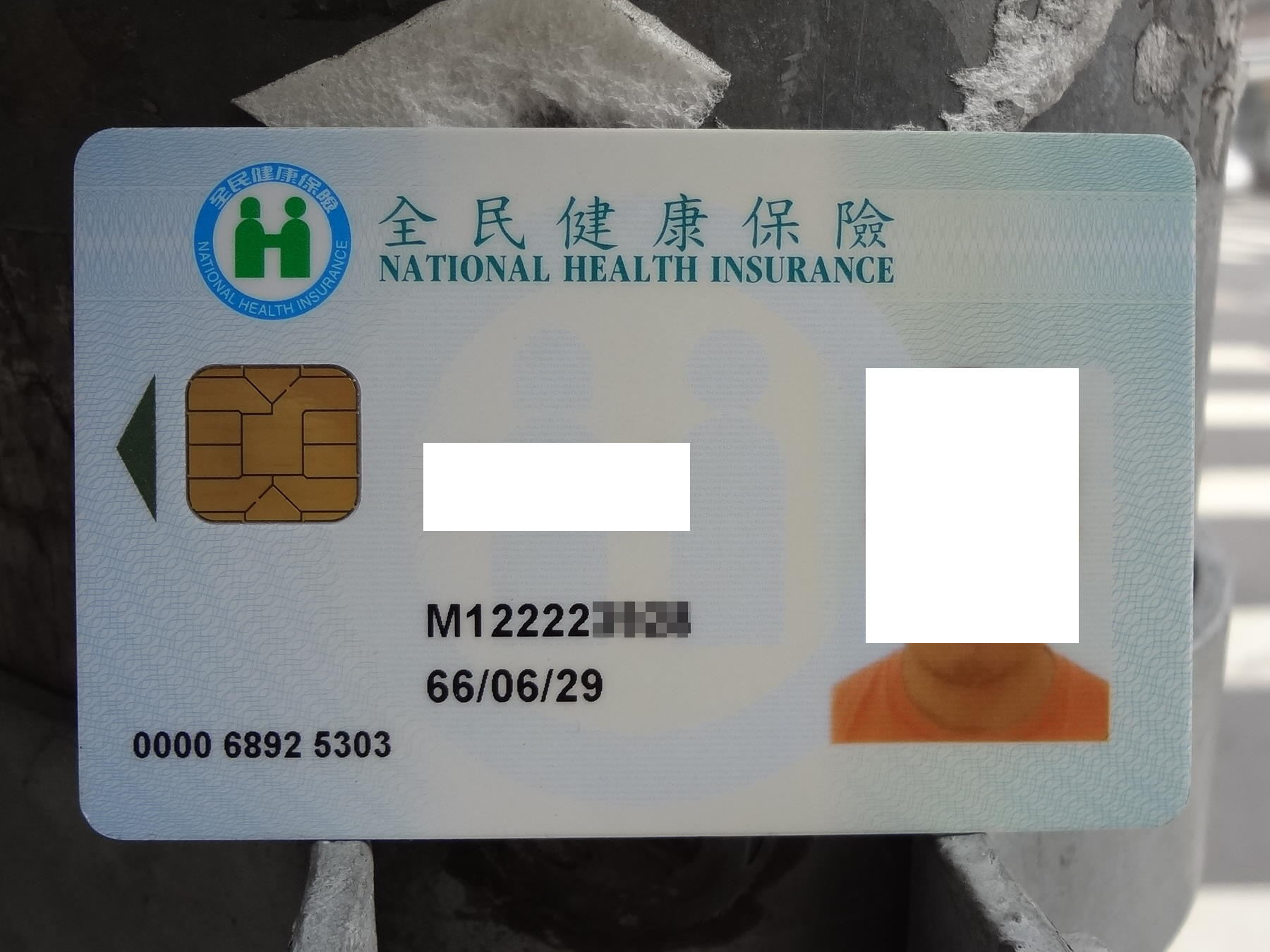
保険ICカード

全民健保は日本の健康保険制度に類似しているが、保険者は単一であり、衛生福利部中央健康保健署（健保署）が一元管理している（単一支払者制度）。
全民健保は台湾地区戸籍を有す者全員が強制加入する制度となっている。加入が免除されるのは服役中や長期海外滞在者、半年以上の失踪者と一部の例外が認められているのみである。加入者は加入資格によって下記の通り6タイプに分類されている。
- 第一類：官民の従業員
- 第二類：同業者団体に加盟している個人事業主
- 第三類：農業及び漁業従事者
- 第四類：徴兵服役若しくは代替服役している者
- 第五類：法律で定める低所得者
- 第六類：栄誉国民及びその家族、上記に分類されない者

各類は独自の保険機構を有し、納付者は加入申請を行なった後定められた保険費用を毎月納付する。保険機構は健保局に対し加入者の「全民健康保険カード」（2004年1月よりICカードに変更）を発行し、加入者は医療サービスを受ける際に、カードを提示することで医療費及び処方費の一部を納付し、不足分は病院が健保局に対し支払い申請を出すシステムとなっている。
保険は全ての医療行為に適用されるのではなく、一部の医療行為（整形手術など）・処方薬に関しては保険適用外となっている。

### 評価
健康保険制度の整備後、医療費補助があり健康検査などが無料または廉価に受けることができ、国民の健康増進に寄与したとの評価がある反面、医療保険を濫用した無駄な医療が増額し、また病院での医療費不正受給問題等否定的な評価も出されている。これらの評価を踏まえ健保局は、現在の問題点を克服した次世代の保険制度確立を模索中である。

## 医療情報化
台湾では医療事務の電子システム化が進んでおり、オンライン請求率は2006年には99.98%に達する。
健康保険証のICカード化も進行しており、2004年からは原則ICカードのみの運用に切り替わった。